# Lá giang
Lá giang hay còn gọi lá dang, dây dang, giang chua, Chu-mon (dân tộc Mường), lá vón vén, lá sủm lum (dân tộc Thái), lá sủm phát ( dân tộc Kinh ) (danh pháp hai phần: Aganonerion polymorphum), là một loài cây thuộc họ La bố ma (Apocynaceae).
Lá giang là cây mọc hoang dại, họ dây leo, dây leo dài 1,5-4m, nhẵn, có mủ trắng. Lá đơn, mọc đối. Lá có phiến mỏng, hình trái xoan ngọn giáo, chóp nhọn sắc, gốc hình tim hoặc tù ở gốc, mặt trên có màu sáng hơn, dài 3,5–10 cm, rộng 2–5 cm. Hoa đỏ hoặc trắng, xếp 2-5 bông một thành chùm xim ở ngọn. Các cánh hoa đều nhaum đài hoa hình ống, tràng hoa hình chuông, nhị ngắn và có nhiều noãn. Hoa thường ra vào khoảng tháng 5 âm lịch. Quả gồm hai quả đại hình dải, thẳng hay cong, rẽ đôi, màu đen đen, khía rãnh dọc. Hạt dài 3-4mm, màu nâu, thuôn, có mào lông mềm màu hung ở đỉnh.
Là một loài cây có dược tính cao, chất saponin trong lá giang có tính kháng sinh với các chủng khuẩn Salmonella typhi và Klebsiella.
Lá giang  là loài đặc hữu của Campuchia, Lào, Thái Lan, Việt Nam. Ở Việt Nam nó mọc hoang ở ven rừng vùng núi trong các quần hệ thứ sinh, đồi cây bụi các tỉnh miền Trung và vùng đồng bằng sông Cửu Long. Thường được thu hái làm rau, nấu canh chua.

## Sử dụng
Người ta có thể dùng lá giang để nấu canh hoặc xào với thịt gà, cá nước ngọt, thịt bò.... Canh chua lá giang là một món ăn ngon.khi nấu ta có thể dùng lá nấu và ăn như rau, cũng có thể nấu xong vớt bỏ phần xác chỉ lấy vị chua thôi.Nấu canh chua lá giang với thịt gà, trái điều chín (đã được thu hoạch hạt) ăn rất ngon.
Có nơi dùng dây dang phối hợp với lá khoai lang giã vắt lấy nước uống chữa ngộ độc sắn mì.

## Lưu ý
Nấu lá giang, cũng như các loại canh chua khác không nên sử dụng nồi nhôm mà nên dùng các loại nồi như inox, tráng men không rỉ. Nếu dùng nồi nhôm, phải nấu nhanh và ăn ngay do chất chua có thể ăn mòn nhôm và làm nồng độ nhôm trong canh chua tăng cao, có thể gây ngộ độc. Nói tóm lại khi nấu canh lá giang trong một số nồi kim loại thì nên múc ra dùng ngay khi canh chín.